# Cửa khẩu Nà Nưa
Cửa khẩu Nà Nưa hay Cửa khẩu Pò Mã là cửa khẩu tại vùng đất bản Nà Nưa xã Quốc Khánh huyện Tràng Định tỉnh Lạng Sơn, Việt Nam .
Cửa khẩu Nà Nưa thông thương sang cửa khẩu Nà Hoa (Na Hua)  ở trấn Hạ Đống huyện Long Châu tỉnh Quảng Tây, Trung Quốc .
Do đồn Biên phòng Pò Mã, đặt ở bản Pò Mã, nên một số văn liệu dùng tên Cửa khẩu Pò Mã, khác với tên sử dụng bởi giới chức Hải quan Lạng Sơn. Cửa khẩu chia sẻ giao thương hàng hóa cho cửa khẩu chính của Lạng Sơn.
Cửa khẩu Pò Mã được Bộ Giao thông vận tải quy hoạch là điểm cuối Quốc lộ 3B, và năm 2020 đang trong quá trình xây dựng. Điểm cuối thật sự của quốc lộ là điểm biên giới ở đỉnh đèo Canh Va. Tuyến đường có ý nghĩa quan trọng cho phát triển kinh tế của tỉnh Bắc Kạn.